# ウィリー・フェレロ

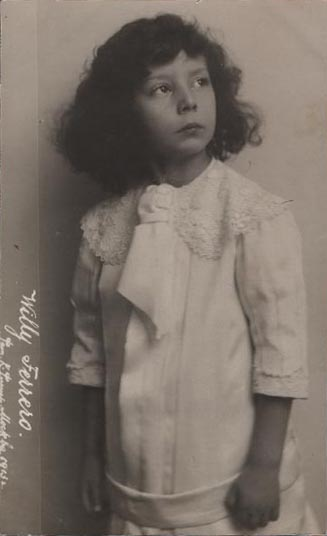
ウィリー・フェレロ（1913年）

ウィリー・フェレロ（Willy Ferrero、1906年3月21日 - 1954年3月24日）は、アメリカ合衆国出身で、主にヨーロッパやロシアで活躍した指揮者。
メイン州ポートランドのイタリア人の両親の元に生まれる。
2歳でイタリアに移住し、3歳8カ月でパリのトロカデロに於いてオーケストラを指揮してジュール・マスネを驚嘆させた。
4歳でフォリー・ベルジェールのオーケストラ、6歳でコスタンツィ劇場のコンサートを指揮。7歳の時にはロシア皇帝ニコライ2世の招きでサンクトペテルブルクに演奏旅行に行って聖スタニスラウス勲章を授与されたり、ローマ教皇ピウス10世に謁見したりしている。
1914年にはロンドンのロイヤル・アルバート・ホールでアレクサンドラ王妃列席の下イギリス・デビューを飾り、1917年にはローマ教皇ベネディクトゥス15世に謁見した。
その後ウィーン音楽院でマックス・スプリンガーに師事。1924年に卒業後はミラノやローマを中心に音楽活動を続け、指揮者として世界各地のオーケストラに客演する傍らで、ルキノ・ヴィスコンティの『揺れる大地』の映画音楽の作曲やヴィットリオ・デ・シーカの『自転車泥棒』の映画音楽の指揮、オーソン・ウェルズの『オテロ』の音楽ディレクターなどを務めた。
ローマにて死去。